# Les Leggett
Leslie R. Leggett (Maine, 1927. szeptember 3. – Williston, Vermont, 2011. október 14.) amerikai amerikaifutball-játékos, valamint amerikaifutball-, atlétika-, baseball-, birkózó- és úszóedző.
2000-ben a Vermont Catamounts dicsőségcsarnokának tagja lett.

## Amerikaifutball-edzőként
A Maine-i Egyetemen 1961-ben szerzett diplomát, ezután az Old Town-i Középiskola edzője lett. 1956-ban a Whitman Fighting Missionaries, 1957–1958-ban pedig a Portland State Vikings vezetőedzője volt. 1959 áprilisában lemondott, és az Adrian Bulldogs vezetőedzője lett. 1961-ben kirúgták, ezután a Vermont Catamounts helyettese volt.

## Más sportágakban
A Whitman Főiskolán a baseball-, míg az Adriani Főiskolán az atlétika és a birkózócsapat vezetőedzője is volt. 1962-ben megalapította a Vermont Catamounts úszó- és műugrócsapatát, aminek 1980-ig maradt vezetőedzője. 17 szezonjából 16-ot megnyertek.

## Eredményei amerikaifutball-vezetőedzőként
| Év                                                              | Eredmény                                              | Eredmény                                              | Helyezés                                              |
| Év                                                              | Összesített                                           | Konferencia                                           | Helyezés                                              |
| Portland State Vikings (Oregon Collegiate Conference)           | Portland State Vikings (Oregon Collegiate Conference) | Portland State Vikings (Oregon Collegiate Conference) | Portland State Vikings (Oregon Collegiate Conference) |
| --------------------------------------------------------------- | ----------------------------------------------------- | ----------------------------------------------------- | ----------------------------------------------------- |
| 1957                                                            | 2–6                                                   | 1–3                                                   | 4.                                                    |
| 1958                                                            | 4–5                                                   | 2–2                                                   | 3.                                                    |
| Eredmény:                                                       | 6–11                                                  | 3–5                                                   | –                                                     |
| Adrian Bulldogs (Michigan Intercollegiate Athletic Association) |                                                       |                                                       |                                                       |
| 1959                                                            | 2–6                                                   | 1–5                                                   | T–5.                                                  |
| 1960                                                            | 5–2–1                                                 | 3–2                                                   | 3.                                                    |
| 1961                                                            | 2–6                                                   | 1–5                                                   | 5.                                                    |
| Eredmény:                                                       | 9–14–1                                                | 5–12                                                  | –                                                     |
| Összesen:                                                       | 15–25–1                                               | –                                                     | –                                                     |

## Fordítás
- Ez a szócikk részben vagy egészben  a   Les Leggett című angol Wikipédia-szócikk ezen változatának fordításán alapul.  Az eredeti cikk szerkesztőit annak laptörténete sorolja fel. Ez a jelzés csupán a megfogalmazás eredetét és a szerzői jogokat jelzi, nem szolgál a cikkben szereplő információk forrásmegjelöléseként.